# Moléans
Moléans település Franciaországban, Eure-et-Loir megyében. Lakosainak száma 442 fő (2022. január 1.). Moléans Bonneval, Saint-Maur-sur-le-Loir, Conie-Molitard, Jallans, Donnemain-Saint-Mamès, Saint-Christophe és Villemaury községekkel határos.

## Népesség
A település népességének változása:
| Lakosok száma | 268  | 436  | 510  | 507  | 473  | 470  | 461  | 449  | 444  | 442  |
|               | 1968 | 1982 | 1990 | 2006 | 2013 | 2015 | 2017 | 2019 | 2020 | 2022 |